# Брюссель (альбом)
Брюссель — музыкальный альбом одноименного проекта Святослава Вакарчука, Сергея Бабкина, ударника Максима Малышева, бывшего гитариста группы Океан Ельзи Петра Чернявского и бывшего клавишника коллектива Дмитрия Шурова, записанный в 2011 году в Брюсселе в режиме live и вышедший в 2012 году на Украине на лейбле Susy Records.

## История создания
Святославу Вакарчуку удалось собрать на своем проекте самых лучших музыкантов, среди которых не только участники группы «Океана Эльзы», но и старые друзья артиста. В итоге в состав коллектива вошли Петр Чернявский (бас-гитара), Дмитрий Шуров (клавишные), Максим Малышев (барабаны) и Сергей Бабкин (вокал, бэк-вокал, флейта, битбокс и гитара). В качестве саунд-продюсеров альбома выступили бывший гитарист и  нынешний клавишник «Океана Ельзи» Пётр Чернявский  и Милош Елич.
«Это наша первая совместная запись, в которой мы участвовали одновременно. Сегодня это весьма редкая технология. Как правило, все записывается раздельно – голос, инструменты, а затем совмещают это - так работают несколько десятков лет. Мы же сделали как в далекие пятидесятые, когда записать по-другому не было возможности», - рассказал Вакарчук об уникальной технологии записи альбома.

## Участники записи
- Святослав Вакарчук — вокал.
- Сергей Бабкин — флейта, гитары, вокал.
- Максим Малышев — барабаны, перкуссия.
- Петр Чернявский — бас-гитара, гитара.
- Дмитрий Шуров — рояль, электропианино, электроорганы, металлофон.

## Список композиций
Авторы слов и музыки - Святослав Вакарчук, Сергей Бабкин и Дмитрий Шуров.
| №                   | Название                                                        | Длительность |
| ------------------- | --------------------------------------------------------------- | ------------ |
| 1.                  | «Airplane — (рус. Самолёт)»                                     | 3:20         |
| 2.                  | «Адреналін — (рус. Адреналин)»                                  | 2:56         |
| 3.                  | «Come To Me Baby — (рус. Приди ко мне, любимая)»                | 3:27         |
| 4.                  | «Дощ — (рус. Дождь)»                                            | 3:39         |
| 5.                  | «Дай мені чистої води — (рус. Дай мне чистой воды)»             | 3:11         |
| 6.                  | «Заплети (у свої коси ніч) — (рус. Заплети (в свои косы ночь))» | 4:43         |
| 7.                  | «Не плач — (рус. Не плачь)»                                     | 5:03         |
| 8.                  | «Зелений чай — (рус. Зеленый чай)»                              | 3:53         |
| 9.                  | «Цунамi — (рус. Цунами)»                                        | 2:37         |
| 10.                 | «В останній момент — (рус. В последний момент)»                 | 3:55         |
| 11.                 | «Моя планета — (рус. Моя планета)»                              | 4:10         |
| 12.                 | «Де я? — (рус. Где я?)»                                         | 3:41         |
| Общая длительность: | Общая длительность:                                             | 44:39        |

## Рецензии и отзывы
Обозреватель портала trill Олег Мартышин в рецензии на альбом «Брюссель» назвал его «уникальным и очень разносторонним продуктом» и сравнил его с проектом Superheavy Мика Джаггера. «От Вакарчука здесь — фирменные узнаваемые мелодии, Бабкин идеально дополняет драматический вокал Вакарчука своим спокойным и лиричным баритоном, и, в отличие от плотного гитарного саунда Океана Ельзи, здесь на первом плане — клавиши Дмитрия Шурова, что придает дополнительную меланхолию общему саунду альбома» — пишет критик.
Портал music.open.ua охарактеризовал альбом «Брюссель» как «небестолковый рок-н-ролл, который свободным потоком переливается от задорных хитовых вещей до нежных любовных баллад, местами с претензией на западный формат».
Высоко оценили альбом также Алексей Мажаев и обозреватель портала НашНеформат Геннадий Шостак.
После презентации альбома на канале YouTube, состоявшейся 13 декабря 2011 года, в течение нескольких недель он был отмечен и получил оценку как наиболее яркое музыкальное событие 2011 года (согласно версии журнала Story) и Проект года (по мнению издания «Украинская неделя»).